# جون تشابمان
جون تشابمان (بالإنجليزية: John Chapman)‏، مدرب كرة قدم إنجليزي سابق. و قد درب نادي مانشستر يونايتد منذ عام 1921 وحتى عام 1926.

## روابط خارجية
- جون تشابمان على موقع Soccerbase.com (مدرب) (الإنجليزية)